# Garczyński

Herb Garczyński Ia

Garczyński (Garczynski, Sas Pruski odmienny) – polski herb szlachecki, według Przemysława Pragerta odmiana herbu Sas Pruski. Używany przez rodzinę pochodzenia kaszubskiego.

## Opis herbu
Herb znany był przynajmniej w dwóch wariantach. Opisy z wykorzystaniem zasad blazonowania, zaproponowanych przez Alfreda Znamierowskiego:
Garczyński I (Garczynski, Sas Pruski odmienny): W polu błękitnym półksiężyc złoty na opak, pod nim strzała srebrna między dwiema gwiazdami złotymi. Klejnot: nad hełmem w koronie cztery pióra strusie. Labry: błękitne, podbite złotem.
Garczyński Ia (Garczynski, Sas Pruski odmienny): Półksiężyc srebrny, inny klejnot: trzy pióra strusie, błękitne między srebrnymi, przeszyte strzałą srebrną w prawo.

## Najwcześniejsze wzmianki
Herb wzmiankowany przez Niesieckiego (Korona polska), następnie pojawia się u Bonieckiego (Herbarz polski), Ostrowskiego (Księga herbowa rodów polskich), Chrząński (Tablice odmian herbowych, jako Garczyński a) a także w Nowym Siebmacherze. Z herbem tym wylegitymowali się w Królestwie polskim ze szlachectwa w roku 1837 Ignacy i Julian, potomkowie Stanisława, kasztelana konarsko-łęczyckiego. Wariant odmienny przytaczany przez Niesieckiego, Chrząńskiego (Garczyński b) oraz Siebmachera.

## Rodzina Garczyńskich
Rodzina o nazwisku wywodzącym się od gniazdowej wsi Garczyn. Protoplastą rodu mógł być rycerz Krystian z Garczyna, ławnik ziemski tczewski w 1440. Pierwsza wzmianka o nazwisku Garczyński pochodzi już z 1482 (Grzegorz, brat Mikołaja w Elżanowie). Kolejna wzmianka z roku 1526 (Wawrzyniec, Maciej, Marcin, Franciszek Klińscy w Garczynie, Leonard Kliński w Radziejewie). Następne wzmianki pochodzą z lat 1570 (Jan Garczyński w Garczynie i Chudominie, Franciszek Garczyński w Garczynie i Starym Wiecu, Lubieszyn i Starych Polaszkach). Oprócz wymienionych wiosek, Garczyńscy posiadali jeszcze działy w innych wsiach na Pomorzu: Liniewo, Iłownica, Orle, Chrztowo, Horniki, Równe, Szumleś w powiecie tczewskim oraz Kęsowo i Tuchółka w powiecie tucholskim, a także Dąbrowa i Pruszewo w powiecie człuchowskim. Garczyńscy byli na Pomorzu majętną szlachtą, piastowali urzędy i posłowali na sejmy. Do przedstawicieli pełniących urzędy należą: Andrzej Garczyński (zm. 1667), pisarz pomorski 1642-1650, sędzia tczewski 1651-1667, wicewojewoda pomorski 1658-1667, Wawrzyniec Garczyński, ławnik człuchowski 1618-1626, Wawrzyniec Garczyński, burgrabia pomorski 1650-1662, ławnik człuchowski 1669-1674, Michał Garczyński, ławnik tczewski 1604-1605, Michał von Rautenberg Garczyński, ławnik michałowski 1732-1761, Samson Garczyński, chorąży chełmiński 1658-1667. Garczyńscy utracili gniazdową wieś w XVII wieku, nabyli za to wioski w innych województwach: lubelskim i sandomierskim. Potomkiem Samsona był Stanisław Garczyński (zm. 1722), starosta budziszewski i kasztelan konarsko-łęczycki, jego potomstwo żyło i piastowało urzędy głównie w Wielkopolsce. Wielkopolscy Garczyńscy osiągnęli duże znaczenie, to z nich pochodził Stefan Garczyński (zm. 1756), chorąży wschowski 1717, kasztelan gnieźnieński 1729, kaliski 1737, poznański 1748, wojewoda kaliski od 1749, poznański od 1756. Jego potomkowie nadal piastowali urzędy w Wielkopolsce. Zaliczają się tu m.in. Adam Wenanty Alojzy Tadeusz (1791-1863), szambelan pruski, który otrzymał tytuł hrabiowski i herb Garczyński II Hrabia, Antoni Garczyński, prefekt departamentu kaliskiego (1807-1813) oraz Stefan Garczyński (1805-1833), poeta, przyjaciel Adama Mickiewicza. Wielkopolscy Garczyńscy wylegitymowali się w Królestwie polskim ze szlachectwa z herbami Garczyński (1837, Ignacy i Julian, potomkowie Stanisława, kasztelana, konarsko-łęczyckiego), oraz Sas (1837, Romuald Garczyński, 1838, Konstanty Garczyński i jego siostra Julianna, również potomkowie Stanisława, 1847 Ignacy Wincenty Jan Garczyński i jego siostra Tekla Ewa).

## Herbowni
Garczyński (Garciński, Garczinski, Garczynski, Gartzinski), także z przydomkiem Rautenberg (niemiecka nazwa Radziejewa).
Garczyńskim przypisywano też herb Junosza zapewne błędnie. Pewne gałęzie Garczyńskich w Królestwie porzuciły herb własny na rzecz Sasa. Garczyńskim przypisywano także herb Cielątkowa. Nie wiadomo, czy jest to błąd heraldyków, czy może taki był pierwotny herb dziedziców Garczyna. Ponieważ herb Garczyński bywa uznawany za odmianę Sasa Pruskiego, niewykluczone, że i takim herbem posługiwali się jacyś Garczyńscy. Adam Wenanty Alojzy Tadeusz otrzymał z tytułem hrabiego herb Garczyński II Hrabia. Ponadto zachował się herb Garczyński III, być może przynależny Garczyńskim-Rautenbergom.
Tadeusz Gajl przytacza jeszcze inne nazwiska herbownych dla tego herbu: Gąssowski (Gąsowski), Hussowski, Jarczewski, Juszczyński, Juszyński.
Informacja o Gąssowskich (Gąsowskich) herbu Garczyński pochodzi od Uruskiego. Wedle niego pierwotnie używali herbu Grzymała, który zarzucili w XVII wieku na rzecz herbu Garczyński, a nawet Sas. Nazwisko mieli wziąć od Gąsówki (Gąsówka-Osse i Gąsówka-Skwarki) w ziemi bielskiej. Uruski podaje też, że nosili przydomki Skwarek i Ossa. Uruski pisze również o Juszyńskich (Juszczyńskich). Wedle niego z herbem Garczyński wylegitymowali się w Królestwie w 1843 roku Aleksander Juszyński, syn Eliasza, w 1755 dziedzica dóbr Niemorszany Wielkie, wnuk Macieja oraz Samuel, syn Jana, właściciela dóbr Gudziany, wnuk Kazimierza.
Zważywszy na nadużycia popełniane w czasie legitymacji szlachectwa, oraz na fakt, że herb Garczyński był herbem własnym, informacje o jakichkolwiek innych nazwiskach należy traktować jako niepewne.